# عطوى (فلم)
فيلم عطوى هو فيلم غموض سعودي قصير للمخرج الشاب عبد العزيز الشلاحي ومن بطولة الممثل خالد الصقر، حاز مخرج الفيلم على جائزة أفضل مخرج في مهرجان الأفلام السعودية، وفاز الصقر بجائزة أفضل ممثل في نفس المهرجان عن دوره في الفيلم، وعُرض الفيلم بعد ذلك في مهرجان كان السينمائي الشهير في قسم أفلام دولية قصيرة كما شارك في المهرجان الدولي للفيلم القصير في برلين.
وبعد سنة من عرضه في السينما ومشاركته في عدّة مهرجانات محلية ودولية وبعد إشادات كبيرة زادت الإلهام عند مخرج الفيلم تمّ عرضه لأول مرة على موقع اليوتيوب عبر شبكة تلفاز 11 في منتصف شهر فبراير 2016.

## وصلات خارجية
فيلم عطوى على اليوتيوب